# Python - Spirali di paura
Python - Spirali di paura, noto anche col titolo Python, è un film per la televisione del 2000 diretto da Richard Clabaugh. Il film è interpretato da diversi attori famosi come William Zabka, Wil Wheaton, Casper Van Dien, Jenny McCarthy, Keith Coogan, Robert Englund, Dana Barron, David Bowe e Sean Whalen.
In Italia il film venne trasmesso in TV il 7 marzo 2003 su Italia 1 ed uscirà in DVD il 14 febbraio 2005 edito dalla Eagle Pictures.

## Trama
Un aereo militare precipita nei pressi della cittadina di Ruby. Un pitone gigantesco, che era il carico dell'aereo, sopravvive allo schianto ed inizia ad attaccare i cittadini di Ruby, partendo da una coppia lesbica accampatasi nel bosco.
Il giorno seguente, John Cooper, la sua fidanzata Kristin, il suo migliore amico Tommy e la ragazza di Tommy Theresa trovano un cucciolo di pitone palla appartenente ad una delle due donne morte. Il vice sceriffo Greg Larston fa la scomparsa e dopo aver affermato che Lisa, la proprietaria dell'animale, è scomparsa porta il serpente via con sé. Poco più tardi viene rinvenuto il corpo di Lisa, che sembra essere stato corroso da acidi. Greg sospetta che il colpevole possa essere John perché lavora in uno stabilimento che impiega acidi. 
Lo scienziato Anton Rudolph parlando con l'agente speciale Bart Parker della NSA, spiegandogli che il carico dell'aereo precipitato è un enorme pitone reticolato che è stato ingegnerizzato geneticamente nell'Asia sudorientale, miscelando diverse specie. Secondo quanto riferito dal dottor Rudolph, il pitone è "una perfetta macchina per uccidere lunga 129 piedi e capace di muoversi ad una velocità superiore ai cinquanta chilometri orari, con un'ottima visione notturna ed un vorace appetito per la carne umana". Il team dell'NSA studia un piano per eliminare il serpente prima che esso divori altre persone.
Il serpente uccide un agente immobiliare, decapita un cliente dell'agente e lascia dietro di sé il corpo dell'altra lesbica, Roberta Keeler. John giunge sul luogo subito dopo che il serpente se n'è andato gettando così nuovi sospetti su di sé. Lo sceriffo ordina che John sia arrestato. 
Il team di NSA e Rudolph arrivano a Ruby e raccontano allo sceriffo che l'autore degli omicidi è uno psicopatico fuggito da un manicomio militare. Egli non crede a quanto gli hanno riferito ma decide lo stesso di liberare John. Lui, Kristin, Tommy e Theresa progettano di partire per un viaggio il mattino successivo.
L'NSA si crea una base in un centro di trattamento delle acque. Convinti di aver trovato la tana del serpente, la squadra dell'NSA si mette a sparare contro quello che sembra essere il corpo del rettile, ma che in realtà è solo la sua pelle abbandonata dopo la muta. Il serpente giunge all'improvviso uccidendo tutti i membri della squadra tranne il dottor Rudolph.
La doccia mattutina di Theresa è interrotta dall'attacco del serpente. La ragazza riesce a scappare ma il serpente, dopo aver divorato Tommy, si mette a seguirla. 
Quando non vedono arrivare Tommy e Theresa a prenderli, John e Kristin decidono di andare a cercarli. Attaccati dal serpente i due riescono a fuggire fino al centro di trattamento delle acque dove Theresa li raggiunge più tardi. Qui il gruppo, insieme a Rudolph, decide di trovare il mezzo di eliminare il serpente prima che essi raggiunga la città. 
Essi costringono il serpente ad inseguire John fino all'impianto di trattamento dell'acqua e lo intrappolano in un tunnel. Il gruppo poi si riunisce per attivare una bomba, la quale però non esplode. Il dottor Rudolph rientra nello stabilimento per controllare la bomba e viene attaccato dal serpente; l'uomo riesce però a far esplodere la bomba. I superstiti iniziano a festeggiare per la riuscita del loro piano, ma il Pitone esce indenne dal tunnel.
Il gruppo fugge nell'auto di Greg e si fanno seguire dal serpente fino allo stabilimento dove lavora John. Lì John, fungendo ancora da esca, riesce a far cadere il serpente in una vasca di acido, causandone così la morte.
Sei mesi dopo Greg è stato accettato a Quantico per diventare un agente dell'FBI, lo stabilimento è stato trasformato in un bar/bike shop dove la pelle del serpente viene utilizzata come strumento di vendita. John scopre che presto lui e Kristin diventeranno genitori.

## Accoglienza
Python ha ricevuto recensioni miste. I critici hanno elogiato il cast, ma hanno criticato gli effetti speciali e la trama. Altri critici lo hanno definito un film televisivo superiore alla media con buoni effetti speciali. Tuttavia, nonostante la tiepida accoglienza iniziale, il film è ora considerato un classico di culto e ha una dedicated fan base.

## Sequel
Il film ha avuto tre sequel, due dei quali usciti direttamente in home video.
- New Alcatraz (2001)
- Python 2 (2002)
- Boa vs. Python - Nelle spire del terrore (Boa vs. Python) (2004)

## Citazioni di altri film
- In una scena viene menzionato il personaggio di Eliot Ness della serie televisiva Gli intoccabili.
- In una scena viene menzionato il personaggio di Rambo del film omonimo.